# بطولة أمريكا الجنوبية لألعاب القوى للناشئين 1978
بطولة أمريكا الجنوبية لألعاب القوى للناشئين 1978 هي النسخة الـ 12 من بطولة أمريكا الجنوبية لألعاب القوى للناشئين. أقيمت في ساو باولو. شارك فيها 178 رياضياً من 8 بلدان. تصدرت البرازيل جدول الميداليات برصيد 42 ميدالية منها 13 ذهبية.

## جدول الميداليات
| الترتيب | منتخب      | ذهبية | فضية | برونزية | المجموع |
| ------- | ---------- | ----- | ---- | ------- | ------- |
| 1       | البرازيل   | 13    | 16   | 13      | 42      |
| 2       | تشيلي      | 9     | 11   | 8       | 28      |
| 3       | الأرجنتين  | 9     | 4    | 3       | 16      |
| 4       | بيرو       | 2     | 1    | 4       | 7       |
| 5       | كولومبيا   | 1     | 2    | 3       | 6       |
| 6       | الأوروغواي | 0     | 0    | 3       | 3       |